# Oligoaeschna uropetala
Oligoaeschna uropetala là loài chuồn chuồn trong họ Aeshnidae. Loài này được Lieftinck mô tả khoa học đầu tiên năm 1968.